# Deutsche Philatelisten-Jugend

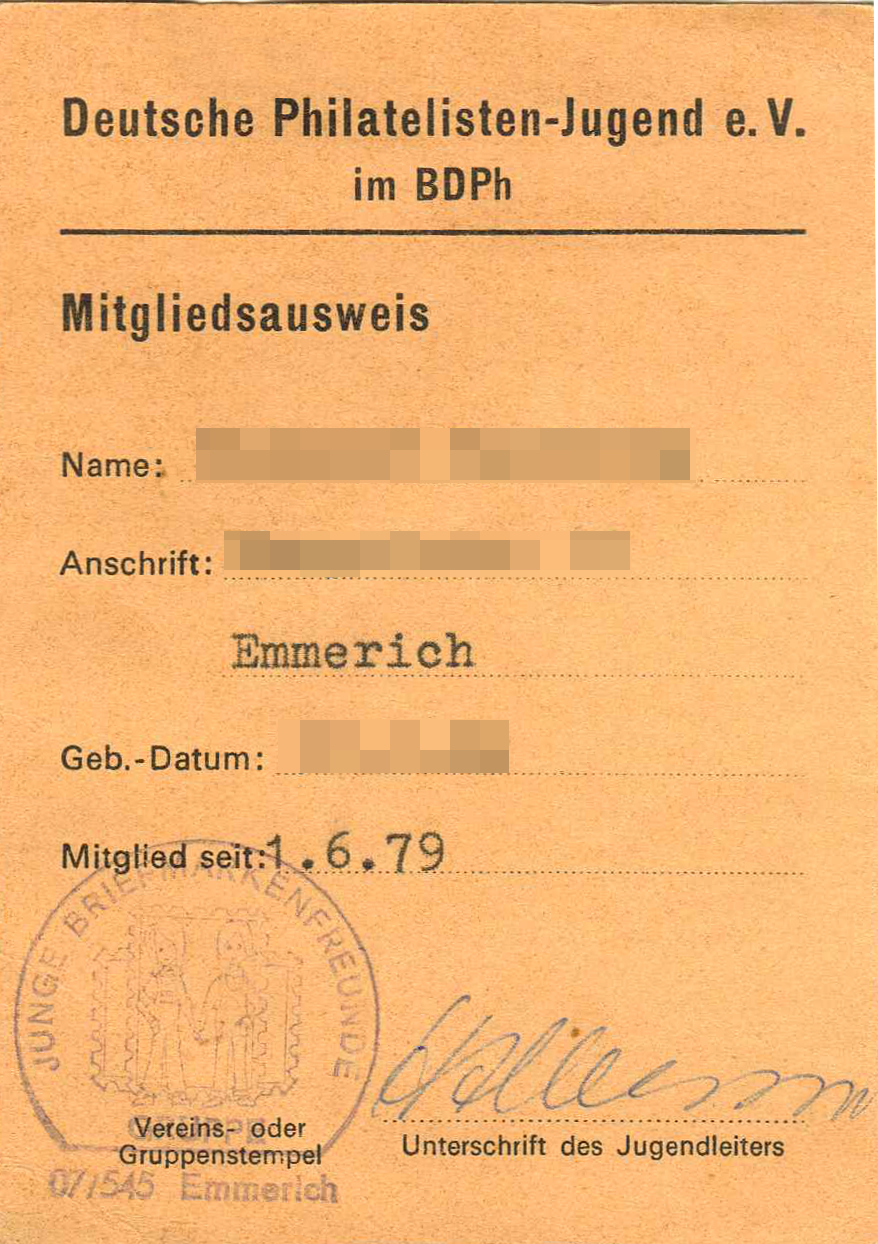
Mitgliedsausweis der Deutschen Philatelisten-Jugend, 1979

Die Deutsche Philatelisten-Jugend e. V. ist der Bundesverband philatelistischer Jugendvereine.

## Geschichte und Struktur
Die DPhJ wurde 1956 in Marburg gegründet. Der Verband ist anerkannter Träger der freien Jugendhilfe und ist in 14, nur teilweise geographisch an Bundesländern ausgerichteten, Landesringen gegliedert. Die Deutsche Philatelisten-Jugend ist als einer von 16 Verbänden Mitglied im Bund Deutscher Philatelisten.
In ca. 350 unabhängigen Jugendgruppen sind (nach eigenen Angaben des Verbandes) etwa 5.500 Mitglieder organisiert, nach Angaben des Bund Deutscher Philatelisten allerdings nur 3.726 (2013). Der Mitgliedsverband „Junge Briefmarkenfreunde Hessen“ beschloss 2013 den Austritt aus der DPhJ.
Die „Stiftung zur Förderung der Philatelie und Postgeschichte“ (Sitz: Frankfurt a. M.) unterstützt den Verband finanziell. Der Zuschuss sank von 45.000 € im Jahr 2014 auf 15.000 € im Jahr 2015.

## ZeitschriftJunge Sammler
Die DPhJ ist Herausgeber der Zeitschrift Junge Sammler : Zeitschrift für jungen Briefmarkenfreund, die viermal im Jahr erscheint.